# Área metropolitana de Bryan – College Station

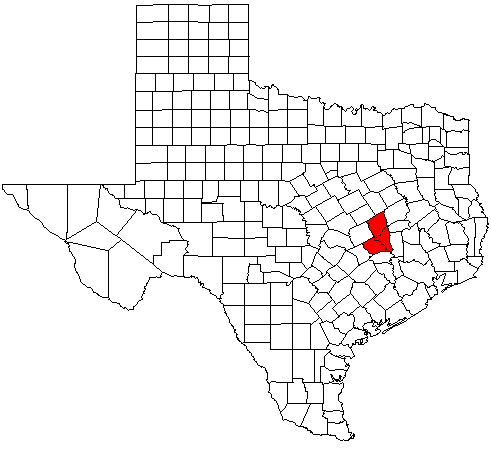
La ubicación de Bryan-College Station en Texas

El Área Metropolitana de Bryan – College Station, definida oficialmente como Área Estadística Metropolitana de Bryan – College Station MSA por la Oficina del Censo de los Estados Unidos; es un Área Estadística Metropolitana centrada en las ciudades gemelas de Bryan y College Station, ubicada en el valle del río Brazos en el estado de Texas, Estados Unidos.
Cuenta con una población de 228.660 habitantes según el censo de 2010.

## Composición
Los 4 condados del área metropolitana y su población según los resultados del censo 2010:
- Brazos – 194.851 habitantes
- Burleson – 17.187 habitantes
- Robertson – 16.622 habitantes

## Principales comunidades del área metropolitana
Las dos ciudades que dan nombre al área:
- Bryan
- College Station

Otras comunidades de la misma:
- Caldwell
- Calvert
- Franklin
- Hearne
- Somerville